# Guerre du comté de Johnson
Guerre du comté de Johnson
La guerre du comté de Johnson ((en) Johnson County War, War on Powder River ou Wyoming Range War) est une série de conflits qui se déroule dans le Wyoming entre 1889 et 1893.
Le conflit commence lorsque de riches éleveurs de bétail persécutent impitoyablement à travers les pâturages du Wyoming des petits éleveurs qu'ils accusaient de voler du bétail. Alors que les tensions augmentent entre les grands éleveurs et les petits colons établis dans l’État, la violence culmine finalement à Powder River Country, lorsque des hommes de main et des as de la gâchette sont embauchés pour anéantir la concurrence. Lorsqu'ils apprennent l'arrivée de ces hommes armés, les petits agriculteurs et éleveurs, ainsi que des représentants de la loi, forment une troupe de 200 hommes pour les combattre. La guerre prend fin avec l'intervention de la Cavalerie des États-Unis envoyée par le président Benjamin Harrison.
Ces événements, parmi les plus célèbres de la Conquête de l'Ouest, sont depuis devenus une histoire fortement mythifiée et symbolique de La Frontière. Ses thèmes et les éléments de lutte des classes servent de base classique pour de nombreux romans populaires, films et programmes de télévision du genre western.

## Contexte historique
Au Wyoming, dans les années 1880, une grande partie du territoire appartenant au gouvernement est partagée par des investisseurs. Les plus riches - des millionnaires du Royaume-Uni ou de la côte est des États-Unis - occupent la majorité des terres. Certains parmi eux s'y sont installés, d'autres n'y mettront jamais le pied, mais la plupart y font des affaires. Ces affaires ont trait au bétail et s'avèrent particulièrement rentables, ainsi, l'arrivée de cow-boys, de petits propriétaires et de plus en plus d'immigrants au Wyoming pour occuper en partie les vastes prairies n'est pas perçue comme un risque par les grands propriétaires, qui empochent alors des sommes colossales grâce à des troupeaux de plus en plus immenses. Ils ne se préoccupent pas non plus de la pauvre qualité de la gestion des comptes, même si cela permet à des petits fermiers et à des hors-la-loi de dérober de temps en temps quelques bouvillons non encore marqués (les mavericks).
La délégation, au niveau régional, des affaires de ces millionnaires se fait par le biais du Wyoming Stock Growers' Association (l'Association des éleveurs du Wyoming), qui, en 1884, fait passer le Maverick Bill à la législature du Wyoming, entrant ainsi en possession de tout bouvillon non marqué dans les pâturages sans clôture.
Au niveau politique la représentation des plus riches est assurée au sein du Cheyenne Club, qui concentre l'élite du pouvoir au Wyoming - des juges aux sénateurs au fils du président, Russell B. Harrisson.

## Littérature
La trame principale du 43e album de la bande dessinée Lucky Luke intitulée Des barbelés sur la prairie fait directement référence à la guerre du comté de Johnson.

## Cinéma
Le western franco-italien Le Grand Silence (1968) est librement inspiré par cette guerre, en mettant en scène des hommes de loi qui s'en prennent à des paysans affamés.
La guerre du comté de Johnson a inspiré le scénariste et réalisateur américain Michael Cimino qui en a fait un western en 1980 : La Porte du paradis (titre original: Heaven's Gate). Toutefois, le film n'est pas entièrement fidèle à l'histoire de la guerre du comté de Johnson ; par exemple, le film se termine par une énorme bataille entre les immigrants et les mercenaires qui n'a en réalité jamais eu lieu.